# Salle de séjour Est

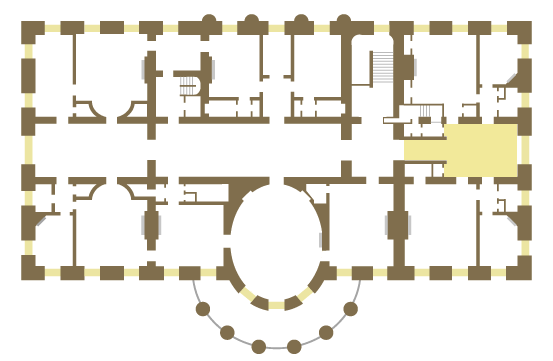
Plan du second étage de la résidence avec en beige le salon Est.

La salle de séjour ou salon Est (en anglais East Sitting Hall) est située au deuxième étage de la résidence exécutive de la Maison-Blanche, domicile du Président des États-Unis.

## Description
On entre dans la pièce par le couloir du deuxième étage du côté gauche (Nord) de la salle. Une large fenêtre-lunette à droite (côté est de la pièce) donne sur le Jacqueline Kennedy Garden (en) et sur la colonnade menant à l'aile Est de la Maison-Blanche, avec en arrière-plan le bâtiment du Trésor qui abrite le Département du Trésor des États-Unis (équivalent du ministère des Finances). Dans la pièce, deux portes dissimulées ouvrent sur un placard et à un escalier montant jusqu'au troisième étage.

## Histoire

L'East Sitting Hall dans les années 1930, ouvrant sur la chambre de Lincoln.

D'abord utilisée comme une salle de réception pour les invités des Présidents (la Chambre de Lincoln et la Chambre de la Reine qui ouvrent sur le salon Est servaient initialement de bureaux), c'est à présent un lieu familial donnant accès aux pièces côté est du deuxième étage.
Charles Dickens écrivit sous le mandat du Président John Tyler (1841-1845) à propos de ce salon :

« Nous grimpâmes les escaliers jusqu'à une autre chambre, où certains visiteurs étaient présents, attendant un rendez-vous. À la vue de mon guide, un noir, habillé en civil et portant des chaussons jaunes aux pieds, qui glissait discrètement et en chuchotant des messages dans les oreilles du plus impatient, fit un signe de reconnaissance, et se prépara à l'annoncer. Nous avions auparavant regardé dans une autre chambre toute ronde munie d'un grand bureau de bois dépouillé et un comptoir, où étaient posées des piles de journaux, auxquels des hommes s'intéressaient. Mais il n'y avait pas d'autre signification  que de devoir passer le temps dans cet appartement, qui était aussi inintéressant et ennuyeux qu'une quelconque autre salle d'attente. »

Parce que la Salon Est est situé au-dessus de  l'East Room (qui est haute de 6,70 mètres ou 22 pieds), on accédait d'abord à la pièce par une volée de marches venant du Grand escalier. Pendant la reconstruction du bâtiment (de 1949 à 1952) sous le mandat du Président Harry Truman, la pièce fut réduite par l'ajout de sanitaires et d'un escalier menant au troisième étage dont les marches furent replacées avec une rampe à travers un couloir dont le plafond était voûté.
Sister Parish (en), le premier architecte d'intérieur convié  par Jacqueline Kennedy lors de la restauration de la Maison-Blanche entrepris sous la présidence de son mari (1961 à 1963), transforma la Salle de séjour Est en la redécorant et en accueillant des meubles et des souvenirs associés à la vie du Président James Monroe (1817 à 1825).